# Église Notre-Dame de Kazan (Tallinn)
L'église Notre-Dame de Kazan (estonien : Tallinna Jumalaema Sündimise Kaasani pühakuju kirik) est une église orthodoxe du quartier de Keldrimäe à Tallinn en Estonie,.

## Description
L'édifice fait partie de l'Église orthodoxe d'Estonie.
À côté de l'église se trouve le peuplier de l'église de Kazan (et) qui est le peuplier le plus ancien et le plus gros d'Estonie.

## Histoire
Le bâtiment de l'église de Tallinn Kazan a été achevé en 1721, à l'initiative du colonel Chakhovskoï, commandant du régiment de garnison de Tallinn, et est le plus ancien bâtiment sacré en bois conservé à Tallinn. Au moment de sa construction, cette église était la première église en Estonie achevée après la Grande Guerre du Nord.
Elle a été consacrée le 21 septembre 1721. Au XIXe siècle, de grands travaux de rénovation eurent lieu après lesquels l'église a présenté une façade et un intérieur néoclassique.
Il y avait autrefois un cimetière dans la cour de l'église de Kazan, où les enterrements avaient lieu jusque vers les années 1770,.
À la fin du XIXe siècle, l'église était utilisée par le IVe bataillon de réserve.
Au début du XXe siècle, elle était l'église du 91e régiment d'infanterie Dvina de l'Empire russe.
Une école pour enfants de soldats, créée en 1864, fonctionnait à proximité de l'église de Kazan.
Dans la nuit du 16 juillet 2009, il y a eu un incendie dans l'église,.

## Galerie

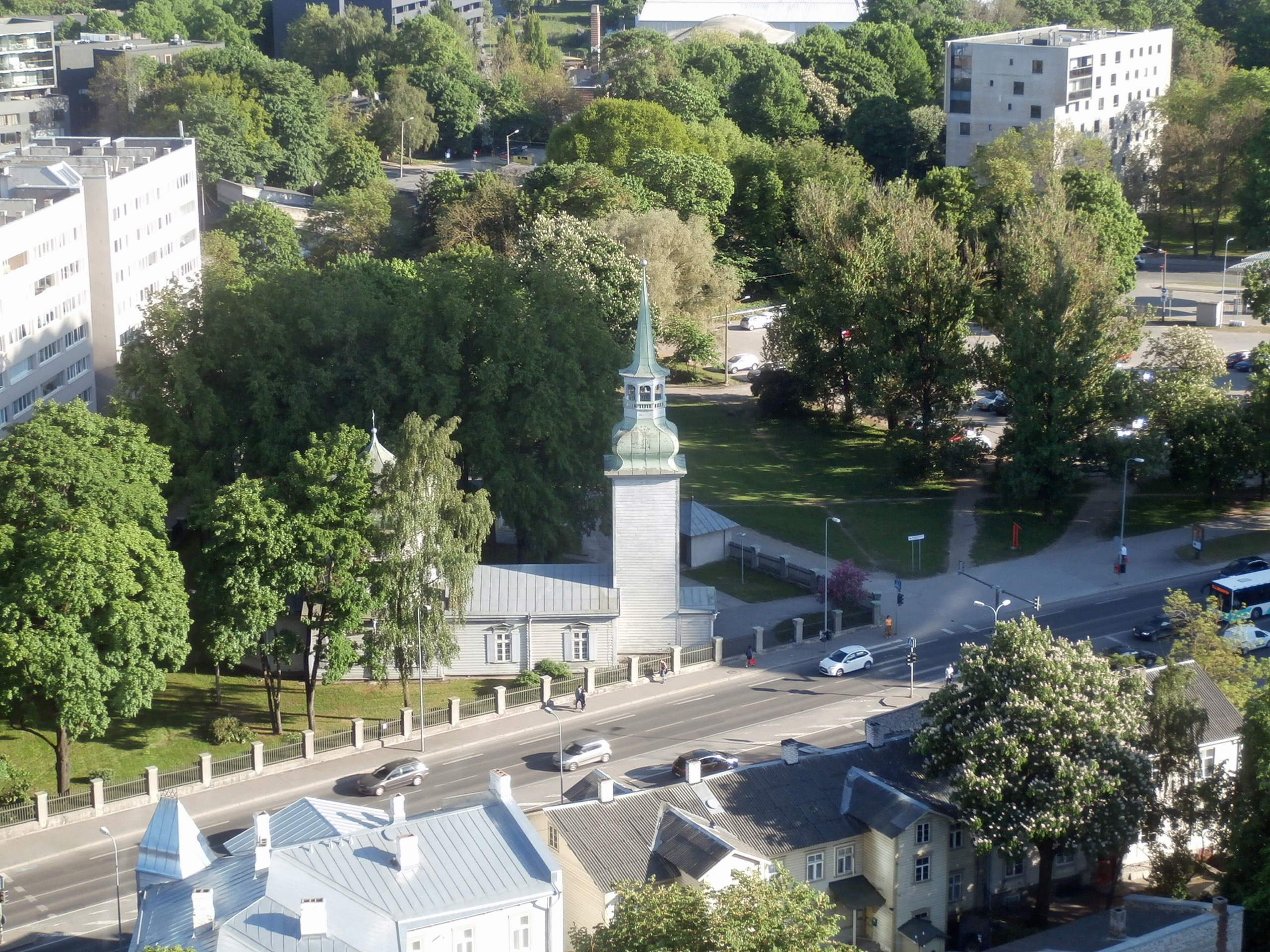
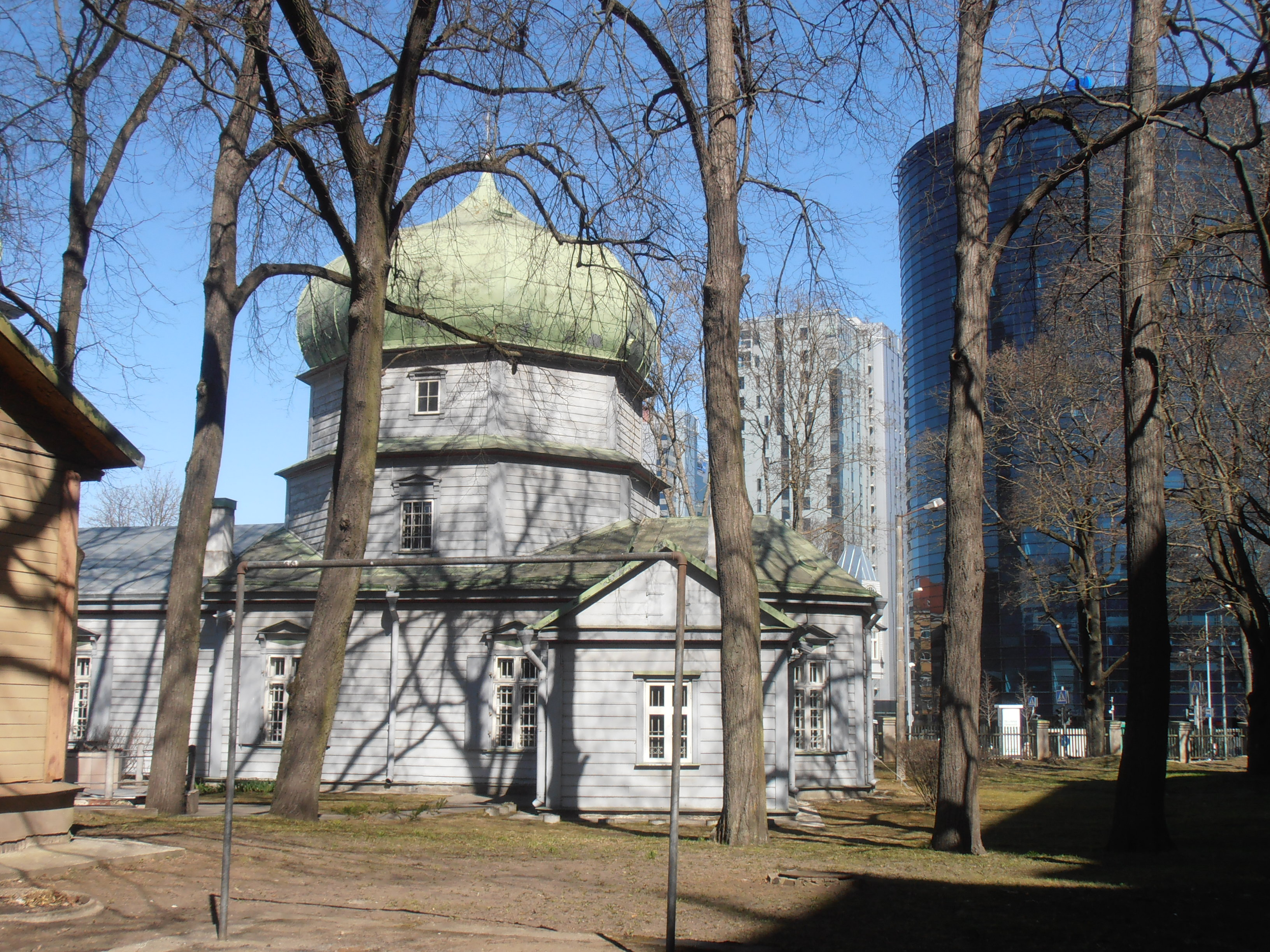
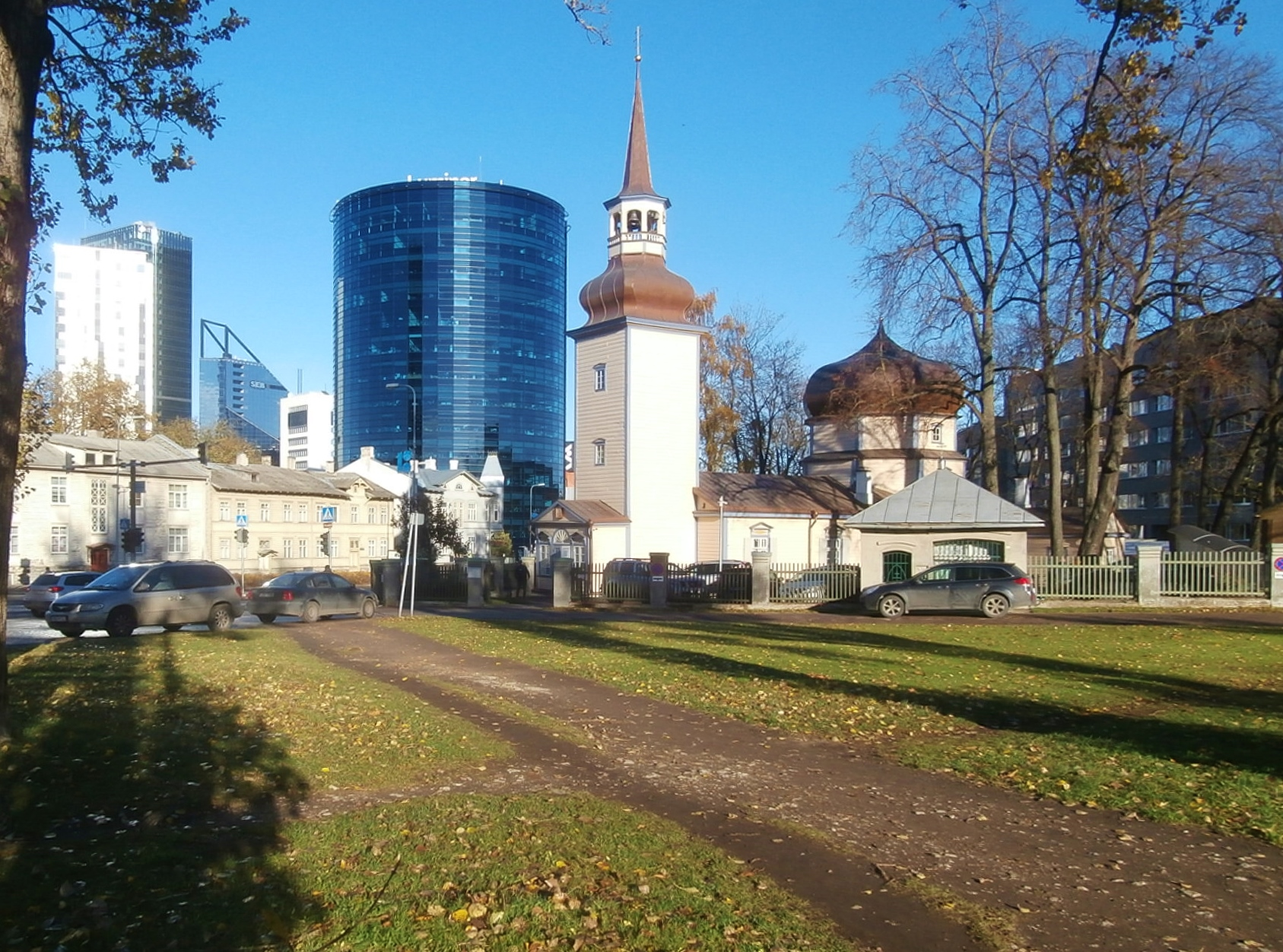
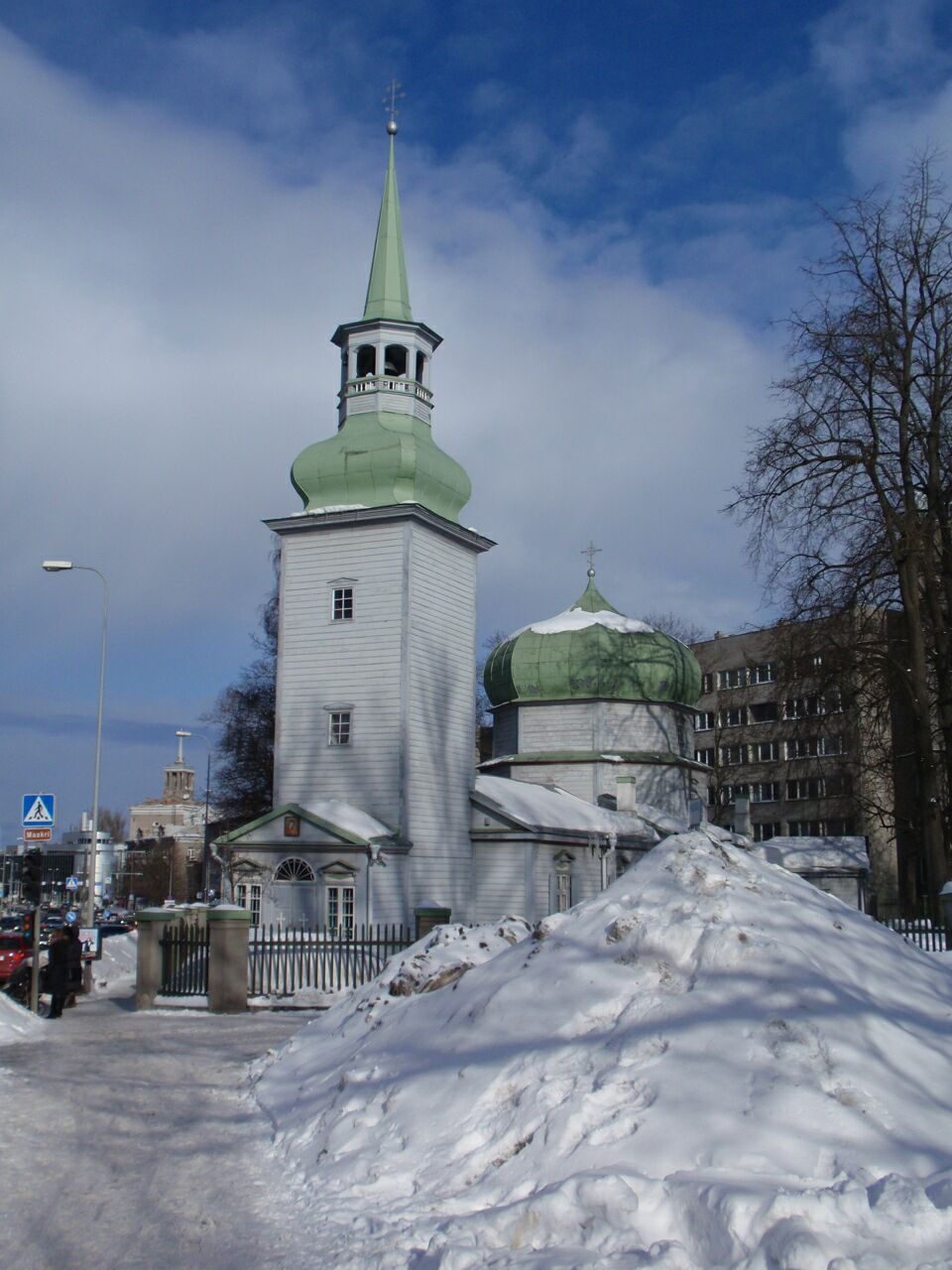

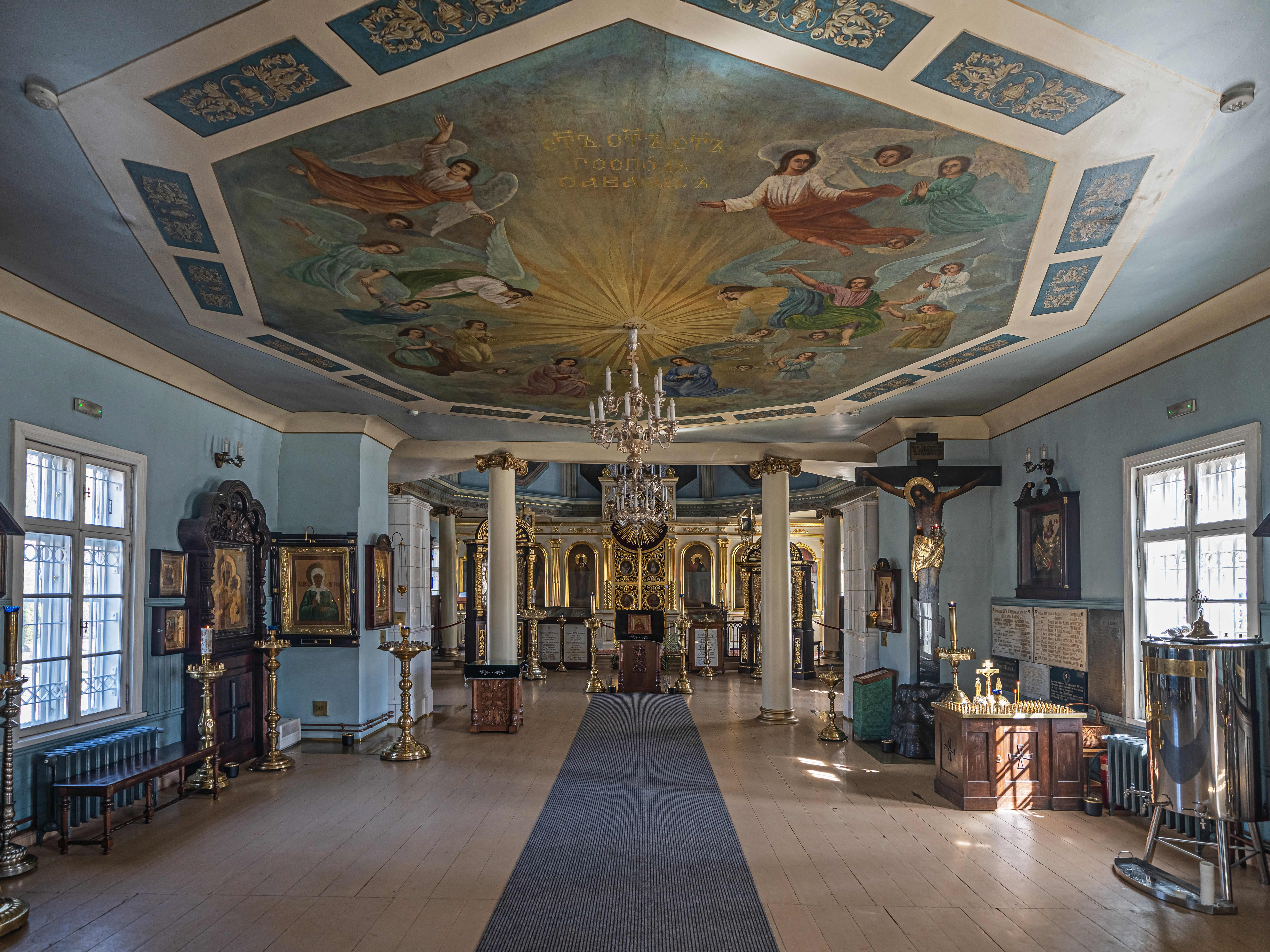
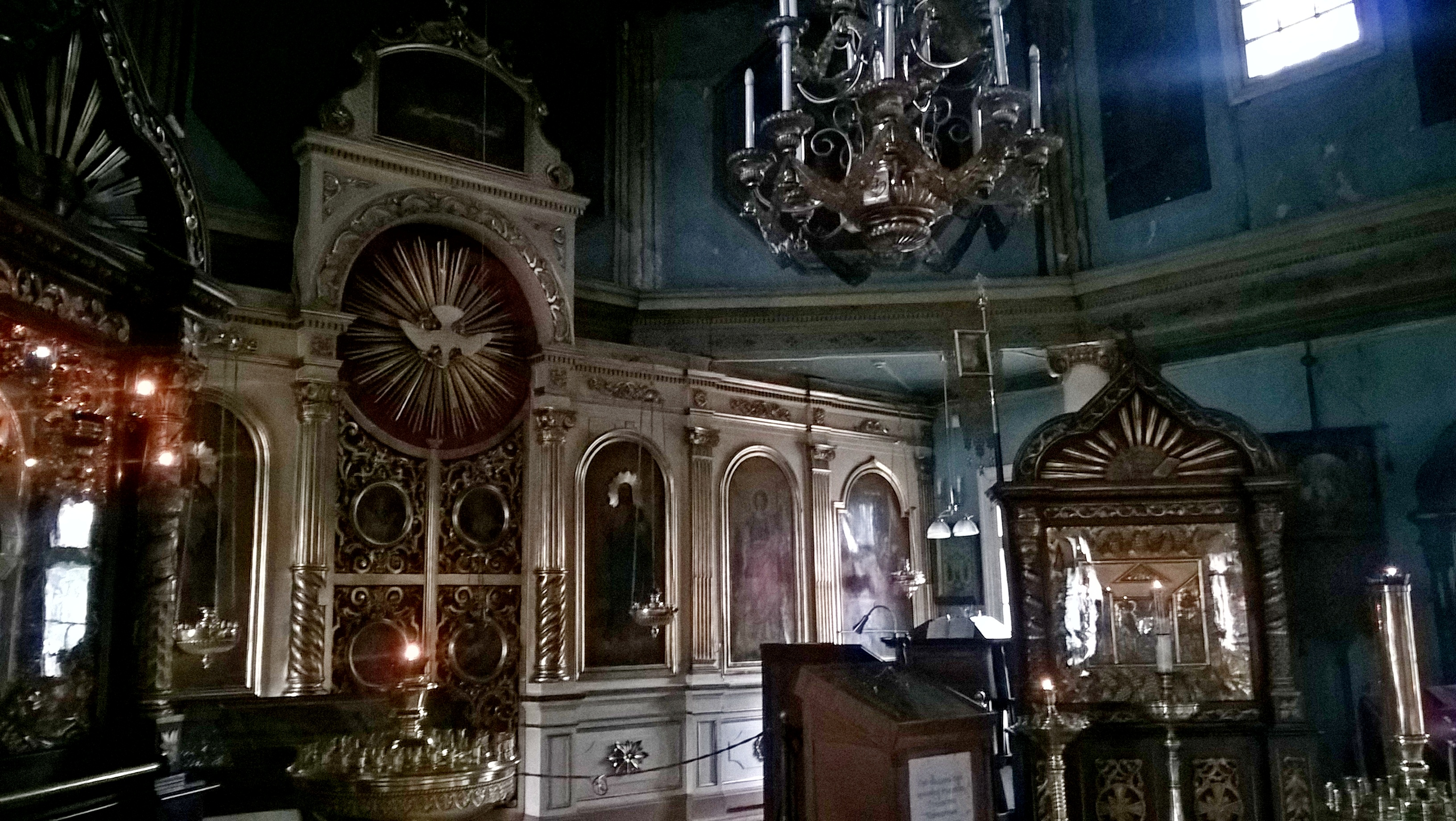
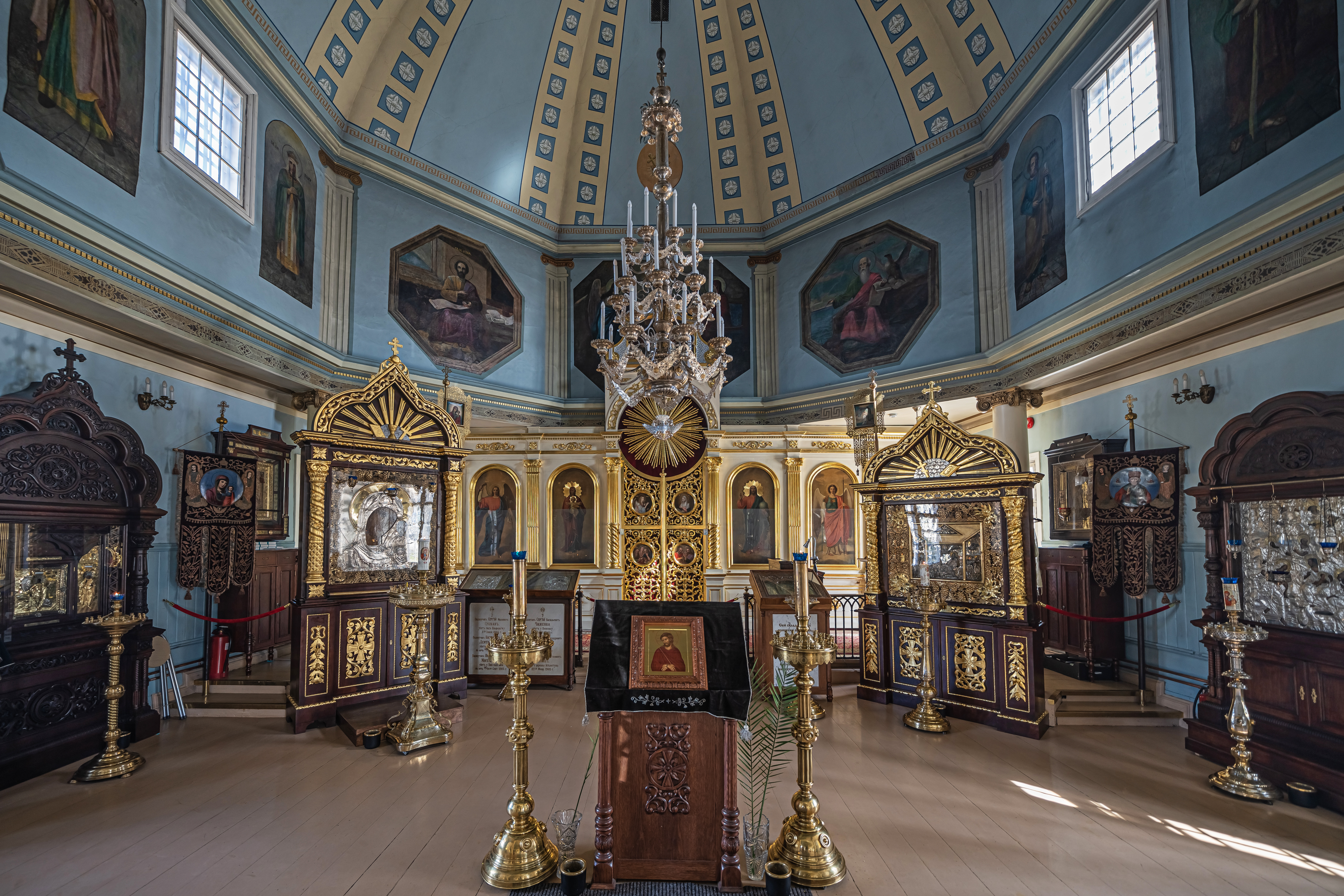